# 16 Cygni Bb
16 Cygni Bb est une exoplanète orbitant autour de 16 Cygni B, l'une des trois composantes du système stellaire de 16 Cygni. Elle est située à environ 70 années-lumière (21,6 pc) du Système solaire, dans la constellation du Cygne. Avec une excentricité orbitale de 0,68, s'agit de la première planète de type Jupiter excentrique à avoir été découverte.

## Découverte
La planète a été découverte le 22 octobre 1996 par la méthode des vitesses radiales. Au moment de sa découverte, il s'agissait de l'exoplanète ayant la plus grande excentricité orbitale connue.

## Caractéristiques

### Système stellaire
Le système stellaire de 16 Cygni est constitué de deux naines jaunes très semblables au Soleil, 16 Cygni A et 16 Cygni B, et d'une naine rouge plus faible, 16 Cygni C. 16 Cygni A et 16 Cygni C forment un système binaire rapproché, avec une séparation angulaire projetée d'environ 73 UA, tandis que 16 Cygni B orbiterait autour de ces deux étoiles selon une orbite difficile à préciser mais qui pourrait avoir comme paramètres un demi-grand axe compris entre 877 et 15 180 UA et une période de révolution comprise entre 18 200 et 1,3 million d'années. Ces étoiles sont vraisemblablement bien plus âgées que le Système solaire, peut-être de dix milliards d'années.

### Exoplanète

L'orbite de 16 Cygni Bb (en noir) comparée aux orbites du Système solaire.

L'orbite de la planète, très excentrique, la fait passer à une distance comparable à celle de Vénus par rapport au Soleil jusqu'à celle de Mars. Cela implique certainement une variation extrême de température à sa surface, tout au long de sa période de révolution (équivalente à environ deux années terrestres). Elle se situe donc à une distance comprise entre 0,54 et 2,8 UA de son étoile.

### Une présence possible de vie sur un hypothétique satellite?
Bien que la planète se situe dans une étoile binaire, les deux composantes principales, 16 Cygni A et 16 Cygni B, se situent à 700 UA l'une de l'autre. Ceci est une distance largement suffisante pour ne pas perturber une hypothétique forme de vie sur la planète. Celle-ci, étant assez similaire à Jupiter, plusieurs satellites naturels pourraient orbiter autour d'elle. Des simulations indiqueraient qu'un satellite semblable à la Terre pourrait abriter de l'eau sous forme liquide tout au long de la révolution de la planète. Cependant, du fait de la forte excentricité orbitale de la géante gazeuse, la présence de vie dans la région est hautement improbable car les écarts de température seraient trop importants au cours de la révolution de la planète.

#### La révolution du satellite
L'excentricité de l'orbite de cette planète yoyo provoquerait des saisons extrêmes. S'approchant de son étoile encore plus que Vénus, mais s'en éloignant deux fois plus que Mars, ce satellite traverserait la zone habitable circumstellaire deux fois par révolution.
Lorsque le yoyo spatial franchit la zone d'habitabilité et se rapproche de l'étoile B, le réchauffement est tel que le satellite serait balayé par des cyclones et d'effroyables tempêtes. Ce serait le début d'un été qui dure| deux mois. Les océans ne pourraient plus supporter la chaleur et s'évaporerait sous la forme d'épais nuages d'incendies en bouillant comme de l'eau dans une casserole. Le satellite changerait brutalement de couleur passant d'une texture terrestre à une texture totalement désertique ! Au plus proche de l'étoile, il fait plus de 450 °C !
En repassant dans la zone d'habitabilité, la pluie tomberait sur le sol sableux. Les océans se reformeraient et la température redeviendrait terrestre. Les conditions seraient idéales pour la vie pendant trois mois et demi.